# Slavkovský jarok
Slavkovský jarok je přírodní rezervace v oblasti TANAP.
Nachází se v katastrálním území obce Malý Slavkov v okrese Kežmarok v Prešovském kraji. Území bylo vyhlášeno či novelizováno v roce 1991 na rozloze 2,4800 ha. Ochranné pásmo nebylo stanoveno.